# Crémery
Crémery település Franciaországban, Somme megyében. Lakosainak száma 128 fő (2022. január 1.). Crémery Étalon, Fresnoy-lès-Roye, Gruny, Liancourt-Fosse és Rethonvillers községekkel határos.

## Népesség
A település népességének változása:
| Lakosok száma | 111  | 104  | 114  | 121  | 129  | 133  | 137  | 141  | 128  |
|               | 2013 | 2015 | 2016 | 2017 | 2018 | 2019 | 2020 | 2021 | 2022 |